# ディス・クリスマス
『ディス・クリスマス』（This Christmas）は、2012年にリリースされたジョン・トラボルタとオリビア・ニュートン＝ジョンによるクリスマス・アルバムである。

## 収録曲
1. 外は寒いよ - Baby, It's Cold Outside
2. ロッキン・アラウンド・ザ・クリスマス・ツリー (フィーチャリング・ケニー・G) - Rockin' Around the Christmas Tree (featuring Kenny G)
3. クリスマスは家に帰ろう (フィーチャリング・バーブラ・ストライサンド) - I'll Be Home for Christmas (featuring Barbra Streisand)
4. ディス・クリスマス (フィーチャリング・チック・コリア) - This Christmas (featuring Chick Corea)
5. きよしこの夜 - Silent Night
6. クリスマス・ワルツ - The Christmas Waltz
7. メリー・リトル・クリスマス (フィーチャリング・クリフ・リチャード) - Have Yourself a Merry Little Christmas (featuring Cliff Richard)
8. ウィンター・ワンダーランド (フィーチャリング・トニー・ベネット・アンド・ザ・カウント・ベイシー・オーケストラ) - Winter Wonderland (featuring Tony Bennett and the Count Basie Orchestra)
9. ホワイト・クリスマス - White Christmas
10. アイ・シンク・ユー・マイト・ライク・イット - I Think You Might Like It
11. クリスマス・ソング - The Christmas Song
12. ひいらぎの枝で飾れ (フィーチャリング・ジェームス・テイラー) - Deck the Halls (featuring James Taylor)
13. オールド・ラング・サイン/クリスマス・タイム・イズ・ヒアー (メドレー) - Auld Lang Syne / Christmas Time Is Here" (Medley)